# Kościół św. Jana Chrzciciela w Białogardzie
Kościół świętego Jana Chrzciciela w Białogardzie – rzymskokatolicki kościół parafialny we wsi Białogarda, w gminie Wicko, w powiecie lęborskim, w województwie pomorskim. Należy do dekanatu Łeba diecezji pelplińskiej.

## Historia
Jest to świątynia wybudowana w stylu neogotyckim w 1890 roku przez protestantów na fundamentach romańskiego kościoła. W 1945 roku została przejęta i poświęcona przez katolików oraz otrzymała obecne wezwanie. Od 1947 do 2006 nabożeństwa były odprawiane przez Misjonarzy Oblatów Maryi Niepokalanej, od tego czasu proboszczem jest ksiądz diecezjalny. 

## Architektura
Budowla murowana z cegły, z zewnątrz nie jest otynkowana. Zachowały się nim 2 dzwony z trzech znajdujących się dawniej we wcześniejszej katolickiej świątyni.